# Park Narodowy Turuépano
Park Narodowy Turuépano (hiszp. Parque nacional Turuépano) – park narodowy w północno-wschodniej części Wenezueli, w stanie Sucre. Został utworzony 5 czerwca 1991 roku i zajmuje obszar 700 km². W 2005 roku został zakwalifikowany przez BirdLife International jako ostoja ptaków IBA. Na południowy wschód od niego znajduje się Park Narodowy Mariusa.

## Opis
Park znajduje się na wybrzeżu Morza Karaibskiego, na południe od półwyspu Paria i na północ od rzeki San Juan. Chroni zachodnią część lasów bagiennych delty Orinoko (ekoregion WWF - NT0147). Są tu wyspy, torfowiska, podmokłe równiny i duże obszary wodne. Jedną z największych wysp jest  Turuépano (stąd nazwa parku). Uchodzą tu do zatoki Paria liczne rzeki, takie jak Yaguaraparo, Agua Blanca, El Pilar, Tunapuy, Sabacual, Guarauno, Coicual i Rincón Frío. Roślinność tworzą głównie lasy namorzynowe i lasy bagienne. Park zamieszkuje rdzenna ludność z plemiona Warao.
Średnia roczna temperatura w parku waha się od +27 °C do +28 °C, a roczne opady wynoszą 1800 mm.

## Flora
Lasy namorzynowe tworzą głównie: Avicennia nitida, Rhizophora mangle i Laguncularia racemosa. Inne rośliny występujące w parku to narażony na wyginięcie (VU) cedrzyk wonny, a także m.in.: Mauritia flexuosa, rojstona warzywna, Symphonia globulifera, Montrichardia arborescens, nefrolepis sercolistny, Astrocaryum gynacanthum, Bactris guineensis, puchowiec pięciopręcikowy, Pterocarpus officinalis, Symphonia globulifera, pachira wodna, Tabebuia pentaphylla i łoskotnica pękająca.

## Fauna
Ssaki występujące w parku to zagrożona wyginięciem (EN) arirania amazońska, narażone na wyginięcie (VU) manat karaibski, mrówkojad wielki i tapir amerykański, a także m.in.: jaguarundi amerykański, majkong krabożerny, ocelot wielki, skunksowiec pasiasty, szop krabożerny, koendu brazylijski, mrówkojadek jedwabisty, wydrak długoogonowy, wyjec rudy, kapucynka oliwkowa, kapibara wielka, paka nizinna, mazama ruda i tamandua południowa.
Zarejestrowano tu 161 gatunków ptaków. Są to m.in.: dzięciolnik wenezuelski, ibis szkarłatny, hoacyn, agamia, bąk pstry, warzęcha różowa, piżmówka, kacyk epoletowy, ara ararauna, amazonka żółtogłowa, kukawik namorzynowy, czarnostrząb rdzawoskrzydły, czapla biała, czapla śnieżna, wężówka amerykańska, pelikan brunatny, tygryska rdzawoszyja, rybołów, karakara czarna, ślimakojad czerwonooki i sułtanka amerykańska.
Gady i płazy żyjące w parku to krytycznie zagrożony wyginięciem (CR) krokodyl orinokański, narażony na wyginięcie (VU) krokodyl amerykański, a także m.in.: żabuti czarny, mułowiec skorpionowy, grzbietoród amerykański, kajman okularowy i anakonda zielona.